# Großkrausmühle
Großkrausmühle ist ein Gemeindeteil der Stadt Pegnitz im Landkreis Bayreuth (Oberfranken, Bayern). Großkrausmühle liegt in der Gemarkung Troschenreuth.

## Geografie
Die Einöde liegt am Goldbrunnenbach (im Unterlauf Flembach genannt), einem linken Zufluss der Pegnitz. Eine Gemeindeverbindungsstraße führt nach Kleinkrausmühle (0,4 km westlich) bzw. zur Kreisstraße NEW 44 bei Neuzirkendorf (2,3 km östlich).

## Geschichte
Mit dem Gemeindeedikt (frühes 19. Jahrhundert) wurde Großkrausmühle der Ruralgemeinde Troschenreuth zugewiesen. Im Rahmen der Gebietsreform in Bayern wurde Großkrausmühle am 1. Juli 1972 in die Stadt Pegnitz eingegliedert.